# Solanum wightii
Solanum wightii är en potatisväxtart som beskrevs av Christian Gottfried Daniel Nees von Esenbeck.
Solanum wightii ingår i släktet skattor som ingår i familjen potatisväxter. Inga underarter finns listade i Catalogue of Life.